# The Sweetest Thing
The Sweetest Thing (Brasil: Tudo Pra Ficar com Ele / Portugal: A Coisa Mais Doce) é um filme de estrada estadunidense de 2002, do gênero comédia romântica, dirigido por Roger Kumble e escrito por Nancy Pimental, que baseou as personagens em si mesma e na amiga Kate Walsh. Estrelado por Cameron Diaz, Christina Applegate e Selma Blair como três amigas de São Francisco que se juntam numa viagem para encontrar o homem ideal de uma delas.
Em seu fim de semana de estréia, ganhou $9,430,667 em 2,670 telas, ficando em 3º lugar atrás de Changing Lanes e Panic Room. Eventualmente, arrecadou US$68,696,770 em um orçamento de 43 milhões de dólares.

## Sinopse
Após passar uma noite maravilhosa com um homem que acabou de conhecer, Christina entra em desespero quando percebe que ele desapareceu no dia seguinte. É quando decide, juntamente com suas amigas, partir em viagem para reencontrá-lo. Dirigido por Roger Kumble (Segundas Intenções) e com Cameron Diaz, Selma Blair, Christina Applegate e Parker Posey no elenco.

## Elenco
- Cameron Diaz - Christina Walters
- Christina Applegate - Courtney Rockliffe
- Selma Blair - Jane Burns
- Thomas Jane  - Peter Donahue
- Jason Bateman - Roger Donahue
- Frank Grillo - Andy
- Eddie McClintock - Michael
- Lillian Adams - Tia Frida
- James Mangold - Dr. Greg
- Johnny Messner - Todd
- Parker Posey - Judy Webb
- Joe Bellan - Sr. Martin
- Chelsea Bond - Greta
- Judith Chapman - Mãe de Judy
- Georgia Engel  - Vera
- Ann Fields  - Valerie
- Jennifer Gimenez  - Mariangela
- Johnathon Schaech
- Damon Williams
- Love Jones - banda no casamento
- Mitch Mullany - Craig

## Recepção
The Sweetest Thing alcançou uma classificação "podre" de 26% no Rotten Tomatoes com base em 107 comentários com o consenso: "Uma coleção de gags de sucesso ou atropelados unidos por um enredo fino". No Metacritic, o filme tem uma pontuação média de 32 de 100, com base em 30 críticos, indicando "revisões geralmente desfavoráveis". Foi escolhido por Ebert & Roeper como o "pior de 2002", na categoria "grandes estrelas em grandes bombas".